# Im Na-yeon
Im Na-yeon, nota artisticamente come Nayeon (임나연?, 林娜璉?, Im Na-yeonLR, Im NayŏnMR; Seul, 22 settembre 1995), è una cantante sudcoreana.
Dal 2015 fa parte delle Twice. Il 24 giugno 2022 ha debuttato come solista.

## Biografia
Im Na-yeon è nata il 22 settembre 1995 a Seul e ha una sorella minore, Im Seo-yeon. Da piccola ha partecipato a un concorso di modelle per bambini indetto dalla JYP Entertainment ed è stata selezionata dall'etichetta discografica come apprendista, ma la madre ha rifiutato l'offerta. Nel 2010 ha partecipato a una nuova audizione della JYP e ha accettato il contratto, diventando così un'apprendista. Nel 2013 è stata aggiunta alla formazione delle 6mix, gruppo che però non ha mai visto il suo debutto ufficiale.

### 2015-presente:Sixteen, le Twice e il debutto da solista
Nel 2015 Im Na-yeon è stata confermata come partecipante al reality show Sixteen, programma che ha determinato le componenti delle Twice. Dopo essersi classificata nella top 7 dello show ha debuttato con le Twice il 20 ottobre 2015 con l'EP The Story Begins e il singolo Like Ooh-ahh (Ooh-ahh 하게?, Ooh-aah hageLR). Nel sondaggio annuale della Gallup Korea nel 2017 e nel 2018 Na-yeon si è classificata sesta come idol più popolare in Corea ricevendo il 6,7% delle preferenze, mentre nel 2019 è salita al quinto posto ricevendo l'8,2% dei voti. In un sondaggio tra soldati nell'esercito coreano Na-yeon si è classificata ottava per popolarità tra tutte le idol coreane, vicina alla compagna di gruppo Sana.
Il 19 maggio 2022 è stato rivelato sui social media delle Twice che Im Na-yeon avrebbe debuttato come solista il 24 giugno 2022 con l'EP Im Nayeon. Il progetto, accolto con recensioni prevalentemente positive dalla critica specializzata sull'aggregatore Metacritic e certificato platino dalla Korea Music Content Association, ha ricevuto oltre mezzo milione di preordini prima della sua pubblicazione, il numero più alto del 2022 per un disco di un'artista femminile, e ha debuttato in vetta alla classifica coreana degli album con solo due giorni di vendite. In nove giorni il CD ha venduto 473 255 copie in Corea, rendendolo il terzo più acquistato nel mese di giugno. L'EP è inoltre entrato al 29º posto della classifica giapponese con 3 252 unità digitali vendute in tre giorni. Negli Stati Uniti Im Na-yeon è diventata la prima solista coreana nella storia ad entrare nella top ten della Billboard 200 grazie all'ingresso dell'opera eponima al 7º posto. Ha totalizzato 57 000 unità di vendita in sette giorni, di cui 52 000 vendite pure, rendendolo il disco più acquistato della settimana. Sempre nella prima settimana, in ambito mondiale, secondo la classifica Hanteo il singolo è risultato il più venduto al mondo con un totale di oltre 250 000 copie vendute, rendendo Im Na-yeon la quarta solista donna di sempre a raggiungere un tale risultato, mentre il suo video ha raggiunto il 5º posto dei video musicali più visti al mondo nella settimana su YouTube. Il 10 luglio 2022 Na-yeon è diventata l'artista della settimana di Inkigayo, vincendo un trofeo con Pop!. Il 14 luglio è diventata artista della settimana di M Countdown. Il 16 luglio ha vinto un trofeo di Show! Music Core con Pop!.

## Discografia

### Da solista

#### EP
- 2022 – Im Nayeon
- 2024 – Na